# 韓世大學
韓世大學（韩语：／*/?）是位於韓國京畿道軍浦市的一所私立大學。校園面積94,378㎡，學校有關於新教的教學。

## 介紹
韓世大學是一所帶有新教神學性質的綜合性大學，1953年由美國神教會創辦，最初被命名為純福音神學院（손복음신학원）。1960年，學校搬遷至首爾恩平區。1979年搬至現址京畿道軍浦市。1985年，學校改制為4年制普通大學，校名於1997年正式更改為現名（韓世大學）。截止2022年，學校共有6個本科學院，1個普通研究生院和9個專門研究生院。

## 院部

### 本科
- 文學院
  - 文學院本部
  - 通識教育管理
- 神學院
  - 神學院本部
  - 基督教教育與輔導系
- 人文與社會科學學院
  - 媒體視覺廣告系
  - 商業管理
  - 警察行政系
  - 國際旅遊系
  - 英語系
  - 中文系
- 資訊科學學院
  - 計算機工程系
  - ICT融合學科
  - 工業安全系
- 護理與福利學院
  - 護理系
  - 社會福利部
- 藝術學院
  - 音樂系
  - 表演藝術系
- 設計學院
  - 視覺信息設計系
  - 室內建築設計系
  - 紡織服裝設計系
- 合同系
  - 健康福利社會企業部
  - 健康融合社會經濟學
  - 智能內容營銷學科
  - 教授學科

### 研究生院
- 靈山神學院
- 心裡咨詢研究科
- 工學研究科
- 藝術研究生院
- 人類服務研究生院

## 知名校友
- 金鐘國
- 趙鏞基
- 鄭盛煥